# 尾尖茴芹
尾尖茴芹（学名：Pimpinella caudata）为伞形科茴芹属的植物，为中国的特有植物。分布在中国大陆的云南、四川等地，生长于海拔3,400米的地区，多生长于高山地区，目前尚未由人工引种栽培。